# زبان اشاره برمه‌ای
زبان اشاره برمه‌ای زبان اشاره‌ای است که توسط ناشنوایان و کم شنوایان در میانمار استفاده می‌شود.